# Martí Vicenç Alemany
Martí Vicenç Alemany (Pollença, 1926-1995). Fou un pintor i escultor pollencí, conegut amb el mal nom de "Bonjesús".

## Biografia
Va créixer dins una família humil pollencina dedicada als teixits. El seu pare, Martí Vicenç Vilanova, era molt conegut a la vila, gràcies a ser el primer a introduir les teles de roba de llengua.
Persona d'esquerres, va estar molt involucrat en temes d'ajudes socials al seu poble i al seu entorn. Es casà en 1955 amb Antònia Capllonch. Crearen junts teixits vicens a la casa de Ca'n Sionet, al Calvari de Pollença. Després d'uns anys canviaren el taller a l'actual lloc, a la rotonda Ca'n Berenguer Pollença.
Morí en 1995. I la seva dona es va fer càrrec del Teller teixits vicens i va crear el Museu Marti Vicens, on albergar la seva obra artistica i artesana. En l'actualitat el taller de teles de llengües s'ha adaptat als gusts actuals teixitsvicens .com i el Museu Marti Vicens se pot visitar al c calvari n 10 de pollença. Museumartivicens.org
Martí Vicenç Alemany (Bonjesús) (Pollença, 1926-1995)
El teixits varen formar part de la seva vida quasi des del seu naixement; els padrins tenien un petit taller de teixits de llana, de tela d'obrat i de brinet en el carrer del Lleó núm. 55. Més endavant el seu pare, Martí Vicenç i Vilanova, va introduir la roba de llengües i un estil més lliure dins els teixits pollencins. Martí i el seu germà Rafel ja feien anar els telers des de molt petits per teixir els cànyoms, que són una mena de davantals fets de llana i lli. Martí no va poder ser instruït pel seu pare, ja que aquest va morir jove a la Guerra Civil i no li va poder transmetre tots els coneixements que tenia de l'ofici, però amb l'ajuda d'unes anotacions i amb la seva poca experiència va "reinventar", com ell deia, la roba de llengües i li va donar des del primer moment el seu toc personal tot experimentant amb els colors i les composicions. Tot aquest procés es va iniciar en un petit taller al carrer del Pou del Verger que més endavant va passar al carrer dels Reis Catòlics; es va casar amb Antònia, en qui va trobar la companya ideal per poder exterioritzar les seves ànsies creatives. Mentrestant els colors i les textures fluïen dins la seva ment i creaven una col·lecció de teixits molt extensa i innovadora -sense perdre mai l'esperit artesà de la roba mallorquina- que adaptà a tot tipus d'ambients; això li permeté més llibertat per realitzar tapisseries, roba de taula, de dormitori i així fins a l'infinit. Amb molt d'esforç la parella comprar la casa de can Sionet, al Calvari pollencí, actual seu del Museu Martí Vicenç. Per ampliar el seu taller, que ben aviat li va quedar petit, es traslladaren a la carretera del Port de Pollença a Pollença (can Berenguer).
No hem d'oblidar l'activitat artística de Martí Vicenç, de la qual va sortir un gran nombre d'obres pictòriques i escultòriques que sorgeixen de la inquietud que té Martí i que reflecteixen el seu ofici i la seva voluntat d'anar més enllà de l'experimentació dels materials i dels espais.
Per trobar els inicis d'aquesta activitat ens hem de remuntar a l'any 1955 (any del seu casament). En aquesta època un parent de la seva dona anomenat Pep Balater tenia una fusteria i dins aquest ambient Martí va començar a fer les seves primeres talles de fusta; a partir d'aquest moment, influenciat en part per l'ambient artístic pollencí en plena ebullició i en part per la seva inquieta personalitat, va començar a pintar; primer utilitzà tècniques clàssiques i després s'inicià en l'ús de materials aliens a la pintura: fusta, llaunes, elements trobats a la platja i, sobretot, fils i materials tèxtils. Aquesta activitat el va acompanyar durant el resta de la seva vida i el portà a crear una gran quantitat d'obres, obres que mai no eren executades amb un propòsit comercial, sinó per simple satisfacció personal.
Tampoc no podem deixar de banda les altres activitats que omplien la vida de Martí Vicenç: va fer diverses incursions en política local, sempre amb una clara postura d'esquerres i va estar sempre compromès amb les qüestions socials del seu entorn.
Després d'aquesta intensa activitat encara li quedava temps per dedicar a una altra de les seves grans passions: la natura, tant de la part de la mar com de la muntanya.

## Obres
- Sèrie de pintures "Teixint democràcia".
- Sèrie de pintures "Retxes".

## Premis
- Primer premi en la Mostra Internacional d'Artesania d'Avantguarda de Barcelona - Premi FAD (1980) Per la presentació dels seus teixits.